# Hudba k siréně
Hudba k siréně je série mikrokoncertů současné hudby pořádaných od března 2019 na různých místech v České republice, zejména v Praze, a to vždy první středu v měsíci kolem poledne u příležitosti pravidelné polední zkoušky sirén. Projekt uspořádal Orchestr BERG spolu s Českým rozhlasem Vltava, který koncerty živě vysílal, a dalšími partnery. Tzv. „time-specific“ skladby hrané ke zvuku sirén vytvořilo celkem 16 autorů. K únoru 2021 se jednalo již o 20 skladeb.

## Mikrokoncerty

### 2019
| Datum        | Místo                                                                                          | Skladba                    | Autor           | Interpretace | Reference               |
| ------------ | ---------------------------------------------------------------------------------------------- | -------------------------- | --------------- | --- | ----------------------- |
| 6. března    | Praha, náměstí Jana Palacha, Filozofická fakulta UK, Velká aula                                |                            | Miroslav Pudlák | Monika Čeřovská (lesní roh), Jiří Lukeš (akordeon), Jiří Genrt (tuba), Petr Studený (elektronika)                                                                                           | [ 4 ] [ 5 ] [ 6 ] [ 7 ] |
| 3. dubna     | Olomouc, Horní náměstí Praha, Novoměstská radnice Praha, Lichtenštejnský palác (HAMU), nádvoří | Trans-Mi-Sirenes-Mei       | Jan Trojan      | Yanina Aliakhnovich (flétna), Štěpán Janoušek (pozoun), Miroslav Tóth (saxofon) | [ 7 ]                   |
| 1. května    | Praha, park Folimanka, Bastion                                                                 | Sled několika zvuků a tich | Ian Mikyska     | | [ 7 ] [ 8 ]             |
| 5. června    | Praha, Gymnázium Jana Keplera                                                                  | Podhoubí                   | Martin Klusák   | studentky a studenti gymnázia: Nikola Šolaja, Vítek Jeřábek, Tomáš Jiřička, Michael Jirkovský, Antonín Švarc, Jáchym Vanc, David Stern, Líza Peřichová, Klára Halašková, Františka Keprtová | [ 7 ] [ 9 ]             |
| 7. srpna     | Praha, Výzkumný ústav vodohospodářský, Velká hydraulická hala                                  |                            | Petr Hora       | | [ 10 ] [ 2 ]            |
| 4. září      | Praha, Konzervatoř Jana Deyla                                                                  |                            | Jiří Lukeš      | | [ 11 ]                  |
| 2. října     | Praha, Grafická škola Praha Hellichova                                                         | Graphic Symphony           | Michal Nejtek   | NTS trio | [ 12 ] [ 13 ]           |
| 6. listopadu | Praha, Fakulta architektury ČVUT, nádvoří                                                      | Fanfára                    | Michal Rataj    | | [ 14 ] [ 15 ]           |
| 4. prosince  | Praha, Gymnázium Jana Nerudy                                                                   |                            | Matouš Hejl     | | [ 16 ] [ 17 ]           |

### 2020
V první polovině roku 2020 byl projekt poznamenán skutečností, že se zkouška sirén uskutečnila v řádném termínu pouze v březnu a poté v červnu. Ostatní zkoušky byly zrušeny z důvodu Nového roku, vyhlášeného státního smutku či mimořádného stavu.
| Datum        | Místo                                          | Skladba         | Autor            | Interpretace | Reference            |
| ------------ | ---------------------------------------------- | --------------- | ---------------- | --- | -------------------- |
| 3. června    | Praha, plavecký bazén v Podolí                 | Sirény z Titanu | Jan Ryant Dřízal | Orchestr BERG a Sbor Subito | [ 18 ]               |
| 1. července  | Praha, koupaliště Lhotka                       |                 | Petr Wajsar      | Petr Wajsar / Develooper (elektronika), Štěpán Janoušek (trombon)                                                                     | [ 23 ] [ 24 ]        |
| 7. října     | Praha, Konzervatoř Duncan centre               | Attention!      | Jakub Rataj      | Jakub Rataj (megafony), Shahab Tolouie (megafon a hlas), Pavel Zlámal / Miroslav Tóth, Michael Jermář a Roman Fojtíček (alt saxofony) | [ 25 ] [ 26 ] [ 27 ] |
| 4. listopadu | Praha, Konzervatoř Jana Deyla, sál Jana Drtiny | Euterpé         | Jonáš Starý      | Anna Romanovská Fliegerová (housle), Helena Vovsová (viola), Helena Velická (violoncello) Štěpán Hon (bicí), Ondřej Štochl (dirigent) | [ 28 ] [ 29 ]        |
| 2. prosince  | Praha, kostel sv. Benedikta                    | Sotto voce      | Ondřej Štochl    | Barbora Šimůnková (horna), Adam Honzírek (kontrabas), Jan Tuláček (kytara)                                                            | [ 30 ]               |

### 2021
| Datum    | Místo                                                        | Skladba                       | Autor         | Interpretace | Reference     |
| -------- | ------------------------------------------------------------ | ----------------------------- | ------------- | --- | ------------- |
| 6. ledna | Praha, Český rozhlas Karlín, chodba před vstupem do studia A | Tři sirény pro 3 ženské hlasy | Jana Vöröšová | Jana Vöröšová, Daniela Smutná, Magdalena Šmídová Turchichová (hlas)                                                | [ 31 ] [ 32 ] |
| 3. února | Praha, kostel sv. Vojtěcha v Libni                           | Plavě proChvěla stínem ouška  | Marek Keprt   | Pavla Radostová (zpěv), Anna Romanovská Fliegerová (housle), Helena Velická (violoncello), Peter Vrábel (dirigent) | [ 3 ] [ 33 ]  |

## Ocenění
Český rozhlas projekt prezentoval mimo jiné na rozhlasové přehlídce Prix Europa v Berlíně. Na 73. ročníku evropského festivalu rozhlasové a televizní tvorby Prix Italia v červnu 2021 Český rozhlas s tímto projektem zvítězil v hudební kategorii.